# Василій (Федак)
Митрополит Василій (в миру Васи́ль Васильович Феда́к (1 листопада 1909, село Кадубівці на Буковині, нині Заставнівського району Чернівецької області — 10 січня 2005, Вінніпег) — український православний церковний діяч у Канаді. Від 1985 року — митрополит Василій.

## Ранні роки
Родина Василя Федака прибула до Канади у травні 1912 року та поселилася в провінції Саскачеван, де й майбутній ієрарх здобув початкову та педагогічну освіту. До 1941 року Василь Федак працював учителем у сільських школах у провінції Саскачеван, де проживало чимало українців.

## Священство
Від 1941 року Федак навчався в духовній семінарії, восени 1944 року його висвячено на диякона та священника. Роками служив парафіяльним священником у провінціях Манітоба та Онтаріо. Від 1951 року отець Василь був настоятелем соборної парафії святого Володимира в Гамільтоні, де прослужив 29 років. 1976 року померла його дружина Параскевія, з якою одружений від 1932 року.

## Єпископство
1978 року на Надзвичайному соборі Української греко-православної церкви в Канаді (УГПЦК) його обрано єпископом; архієрейська хіротонія відбулася 16 липня 1978 року у місті Вінніпег Перше назначення Владики Василія: єпископ Саскатунського та вікарій Центральної єпархії; від 1983 року — архієпископ Торонтський та Східної єпархії.

## Первоієрархство
15 липня 1985 року, по смерті попереднього первоієрарха УГПЦК митрополита Андрея (Метюка), архієпископа Василія на XVII Соборі УГПЦК обрано первоієрархом Української греко-православної церкви в Канаді: митрополитом Вінніпегу та всієї Канади.
Під проводом митрополита Василія Українська православна церква в Канаді нормалізувала своє становище в православному світі: 1 квітня 1990 року увійшла в юрисдикцію Константинопольського патріарха та знайшлася в повному євхаристійному єднанні зі вселенським православ'ям. Митрополит докладав багато зусиль для єднання українських православних церков — за його ініціативою у 1995 році створено постійну конференцію українських православних єпископів поза межами України.
1993 року митрополит Василій відвідав Україну.
Наступником митрополита Василія 25 липня 2005 року став Митрополит Іван (Стінка).